# Robyn Denholm
Robyn M. Denholm, född Sammut 27 maj 1963, är en australisk företagsledare som är styrelseordförande för den amerikanska elbilstillverkaren Tesla sedan den 8 november 2018 när hon efterträdde Elon Musk på positionen.
Hon har tidigare arbetat för Arthur Andersen, Toyota Australia, Sun Microsystems, Juniper Networks och Telstra, de två senaste med höga chefsbefattningar som bland annat finansdirektör, COO och strategichef. Denholm har även suttit som ledamot i koncernstyrelsen för ABB. Hon är också auktoriserad revisor.
Denholm avlade kandidatexamen i företagsekonomi vid University of Sydney, masterexamen i handel. Hon utnämndes till hedersdoktor i företagsekonomi vid University of New South Wales.
Via sitt family office-företag Wollemi Capital Group äger hon 30 procent av basketlagen Sydney Kings och Sydney Flames.